# Oskodda karmeliter

Oskodda karmeliter, O.C.D., latin: Ordo Carmelitarum Discalceatorum, är en katolsk orden, grundad 1593, att särskilja från karmelitorden, som grundades 1206–1214. Orden har sitt moderhus i Rom.
Anders Arborelius, biskop av Stockholms katolska stift, är oskodd karmelit.